# Clara van de Wiel
Clara van de Wiel (Nijmegen, 1987) is een Nederlandse journaliste. Zij studeerde geschiedenis en filosofie. Van de Wiel werkte als webredacteur bij Vrij Nederland, als onder andere hoofdredacteur voor Folia en maakte namens dat blad ook radioprogramma´s bij het lokale radiostation AmsterdamFM. Bij dat station was zij ook presentator van het politieke programma Stopera op Zondag.
In 2016 kwam zij in dienst bij NRC Handelsblad. Van oktober 2019 tot september 2024 was zie correspondent in Brussel . Per januari 2025 is Van de Wiel adjunct-hoofdredacteur van dat inmiddels NRC geheten medium, (mede) verantwoordelijkheid voor nieuwscoördinatie en innovatie.
In 2020 won Van de Wiel samen met Hugo Logtenberg de Tegel voor een verhaal over de angstcultuur door het grensoverschrijdend gedrag van een hoogleraar aan de Universiteit van Amsterdam.